# Blackrock Games
Blackrock Games (anciennement BlackRock Éditions) est une société de distribution de jeux de société. Blackrock Games propose un catalogue de jeux diversifié, accessible tant aux enfants qu’aux joueurs confirmés. La société rejoint le groupe Hachette Livre en 2019.

## Historique
La société familiale est fondée en janvier 2007 à Lapalisse par Yoann Laurent et ses cousins. Le nom s'inspire de la ville La Roche-Noire où vit l'oncle du fondateur. Le premier jeu édité est Garçon! par l'oncle de Yoann Laurent Alain Ollier,, notamment récompensé au festival du Bourg-d'Oisans en juillet 2007.
BlackRock édite Huuue!, un jeu sur le monde du turf. Garçon! est réédité en septembre 2007, puis une nouvelle version est proposée en février 2008. À partir de septembre 2008, BlackRock assure la distribution française du jeu sur le thème des courses cyclistes Leader 1 d'Alain Ollier et édité chez Ghenos Games. En 2009, la société devient le nouvel éditeur du jeu de lettres Jarnac!.
En 2012, la société quitte ses locaux de Lapalisse pour ceux plus grands de Romagnat. À partir de 2017, Blackrock Games se concentre sur la distribution. En 2018, la société enregistre un chiffre d'affaires de 14 millions d'euros. L'année suivante, Hachette Livre devient actionnaire majoritaire. À partir de 2022, Blackrock Games distribue les jeux de la société québécoise Le Scorpion masqué.

## Jeux distribués
- Garçon!, d'Alain Ollier (2007)
- Huuue!, d'Alain Ollier (2007)
- Leader 1, d'Alain Ollier (2008)
- Jarnac!, d'Émile Lombard (réédition, 2009)
- The Boss, d'Alain Ollier (2010)
- Targets, de Wilfried Fort (2015)
- Blanc-manger Coco (2014)
- JUDUKU (2018)
- Cache ton cash (2022)